# (3122) Флоренс
(3122) Флоренс (лат. Florence) — небольшой околоземный астероид из группы Амура (II), который принадлежит к светлому спектральному классу S. Он был открыт 2 марта 1981 года американским астрономом Шелте Басом в обсерватории Сайдинг-Спринг. При открытии получил обозначение 1981 ET3. 6 апреля 1993 года был назван в честь английской сестры милосердия и общественного деятеля Флоренс Найтингейл.
- Орбита астероида Флоренс и его положение в Солнечной системе

Диаметр астероида оценивается по разным данным от 4,010±1,237 до 4,9 км (другие оценки — 4,5 км (EARN), 4,349 км, 4,35 км, 4,401±0,030 км).
Данный астероид входит в число потенциально опасных для Земли объектов, которые могут приближаться к нашей планете на расстояние менее 0,05 а. е. (7,5 млн км).
1 сентября 2017 года астероид прошёл в 0,04723 а. е. (7,0845 млн км) от центра Земли, достигнув блеска 8,5 m видимой звёздной величины. В ходе радиолокационных наблюдений, проводившихся с помощью 70-метрового радиотелескопа Комплекса дальней космической связи Голдстоун и 300-метрового радиотелескопа обсерватории Аресибо в период с 29 августа по 2 сентября 2017 года, у астероида (3122) Флоренс были обнаружены 2 спутника. Их размеры оценивают в 300 метров, а периоды обращения в 8 и 25 часов соответственно. Система астероида Флоренс стала третьей известной тройной системой околоземных астероидов после (136617) 1994 CC и (153591) 2001 SN263.
Следующее близкое сближение состоится через 40 лет, 2 сентября 2057 года, когда астероид пройдёт в 0,04995 а. е. от Земли.